# Research Consortium on Nearby Stars
Research Consortium on Nearby Stars (abreviado como RECONS) es un proyecto para la investigación de las estrellas más cercanas al sistema solar, tanto individualmente como a nivel de población. El principal objetivo es encontrar aquellas estrellas aún no descubiertas que se encuentran a una distancia de 10 pársecs (32,6 años luz) del sistema solar, así como la caracterización de todas las estrellas dentro de este límite. En parte, el proyecto espera que un mejor conocimiento de los sistemas estelares de nuestro entorno sirva para tener una imagen más clara de los sistemas estelares en el conjunto de nuestra galaxia.
El proyecto ha descubierto varias enanas blancas y enanas rojas, entre las que cabe destacar GJ 1061 en 1997, el vigésimo sistema más próximo al sistema solar situado a 11,9 años luz, y ha proporcionado la primera medida exacta de la distancia de DEN 0255-4700, la enana marrón más cercana a la Tierra, situada a 16,2 años luz. En noviembre de 2006 RECONS declaró que el consorcio había descubierto 20 nuevos sistemas estelares dentro de los 10 parsecs más próximos al sistema solar, además de 8 nuevos sistemas descubiertos entre 2000 y 2005.
El proyecto es conducido por Todd Henry de la Universidad Estatal de Georgia, Atlanta, Estados Unidos. Otros astrónomos implicados en el proyecto son Wei-Chun Jao, John Subasavage y Thom Beaulieu de esa misma universidad, Phil Ianna de la Universidad de Virginia en Charlottesville, y Edgardo Costa y René Méndez de la Universidad de Chile.